# 717

## Събития
- 25 март – Лъв III е коронясан за император на Византия.
- Хан Тервел разбива арабите, обсадили Константинопол, като слага окончателен край на опитите им да проникнат в Европа през Балканите. Това ги принуждава да тръгнат през Гибралтарския проток, където успяват да завладеят целия Пиренейски полуостров. Спрени са при Поатие от Карл Мартел (732).